# 라일로
라일로(영어: Railo)는 CFML기반의 웹사이트를 처리하기 위한 컴파일러다. CFML을 Java 클래스로 컴파일해 Java 서버기반에서 동작하게 한다. 라일로는 또한 런타임엔진으로 변환된 코드를 위해 필요한 라이브러리를 포함하고 있다. 라일로는 CFM파일을 변환하거나 런타임 엔진에서 사용할 때를 자동으로 인식한다. 라일로는 주로 JSP와 비교가 되며 JSP와 다른 구문을 사용하지만 주된 기능은 거의 동일하다. 라일로는 JSP 인터페이스의 대부분을 구현하고 있으며 JSP와도 호환성이 뛰어나다.

## 제품군
라일로는 3가지 제품군으로 구분된다.
- Railo Express (일명 Railix)는 별도의 추가적인 설치 없이 웹 서버인 Jetty를 기반으로 동작할 수 있는 라일로 버전 중 하나이다. Railix는 라일로를 가장 빠르게 경험해볼 수 있는 방법이며 개발테스트를 위해 좋은 방법이기도 하다. 하지만 실제 제품으로 배치단계에서는 추천하지 않는다.
- Railo Server는 라일로의 주 제품으로 일반적인 웹서버와 통합된 사용이 지원되며 안정적인 서비스가 가능하다.
- Railo WAR는 WAR형태의 웹아카이브 파일로 J2EE서버에 적합하게 사용된다. 국내 JSP/Servlet 기반 웹호스팅 환경에서도 바로 디플로이해 사용할 수 있다.
- 또한 Railo Custom라는 형식이 있어 사용자의 필요에 따라 수정된 라일로를 사용할 수 있다.

현재 버전은 3.1이며 라일로는 오픈소스이고 jboss.org 프로젝트에 포함되어 진행되고 있다.
3.1버전 이전에는 필요에 따라 다음 4가지 버전으로 구분되었다.
- Railo Developer는 개발단계에서만 사용할 수 있는 기본 버전이다. 엔터프라이즈 버전과 동일한 기능을 가지고 있으나 10개의 다른 IP 주소만 접근을 허용하는 제한이 있다.
- Railo Community는 적은 예산 규모의 애플리케이션을 위한 무료 버전이다. 기능적으로 일부 제한(CFVIDEO, Amazon S3 resource)이 있지만 서비스에는 제한이 없다. 이전 라일로 프로페셔널과 동일한 제품이며 무료라는 차이가 있다.
- Railo Enterprise는 프로페셔널과 동일한 제품이며 웹루트 숫자에 대한 제한이 없다. 가격은 1,800유로이다. 모든 웹 보안과 각 단위 웹에 대한 기본 설정을 할 수 있는 관리자 기능을 포함한다.

## CFML 호환성
현재 출시된 라일로 3.1버전은 콜드퓨전 8.0.1과 호환되게 되어있으며 약간의 차이가 있다.
라일로에서 제공하는 CFML에 대한 추가/확장 기능이 있으며 단일 함수 내에서 Array나 구조, 쿼리를 빠르게 지정할 수 있는 기능이 더해졌다.
성능 면에서도 라일로를 사용하는 장점이 있는데 디버깅 상태에서도 라일로는 가장 빠른 CFML 엔진 성능을 보여준다.

### 제한점
라일로에서는 다음 태그를 지원하지 않는다.
cfapplet, cfgrid, cfreport, cftree, cfformitem, cfformgroup, cftextarea, cfexchange, cfpresent, cffeed, cfpod, cflayout, cfmenu, cfprint, cfreport*, cfslider, cfsprydataset, cftooltip, cfcalendar, cfpdfform, cfpdfformparam, cfpdfsubform, cfNTauthenticate
라일로에서는 다음 함수를 지원하지 않는다.
isDDX, isPDFFile, precisionEvaluate, getSOAP, getGatewayHelper, sendGatewayMessage, getPrinterInfo, queryConvertForGrid, verifyClient, ajax*, dotNetToCFType
라일로에서는 암호화된 CFX 태그를 복호화하는 기능을 지원하지 않는다.

## 같이 보기
- 어도비 콜드퓨전

## 커뮤니티
- OPEN COLDFUSION